# Abbaye de Pfaffenmünster
 (janvier 2019).
L'abbaye de Pfaffenmünster est une ancienne abbaye bénédictine située à Münster, un quartier de Steinach, dans le Land de Bavière et le diocèse de Ratisbonne en Allemagne.

## Histoire
Le monastère Saint-Tiburce est fondé par des membres de la maison des Agilolfinges au VIIIe siècle puis détruit au Xe siècle après les invasions hongroises ; il n'est repeuplé qu'en 1157, lorsque le duc Henri II d'Autriche y installe des chanoines de l'abbaye de Metten pour une présence plus au nord le long du Danube. Pfaffenmünster devient une collégiale, un rassemblement de prêtres diocésains.
En 1581, à l’instigation de Guillaume V de Bavière, l'abbaye devient l’église Saint-Jacques de Straubing puis est sécularisée en 1803.

## Bâtiments
Église Saint-Tiburce
La basilique romane à trois nefs est créée à la fin du XIIe siècle immédiatement après l'installation des chanoines. La collégiale conserve son caractère roman. Au moment de l'architecture baroque en 1739, le toit plat devient voûté, un orgue est installé, l'intérieur est décoré de fresques et de nouveaux autels sont installés. Les fresques mettant en scène la vie de saint Tiburce viennent probablement de Johann Adam Schöpf, peintre de la cour de Cologne.  La pietà, créée vers 1765 sur l’autel de l’aile sud, est attribuée à Mathias Obermayr.
Église Saint-Martin
La petite église romane se trouve en face de la façade ouest de la collégiale et est à l'origine l'église paroissiale pour le personnel et les résidents du monastère. L'église, également construite à la fin du XIIe siècle, est rénovée au XVIIIe siècle. À l'intérieur, elle reçoit un nouvel autel principal (vers 1710) et des fresques au plafond (avant 1750) attribuées à Joseph Anton Merz.